# Îlot Fuhsing
L'îlot Fuxing (chinois traditionnel : 復興嶼 ; pinyin : Fùxīng yǔ) est un territoire d'outre-mer situé dans le canton de Lieyu, dans la province du Fujian de république de Chine (Taïwan). L'île, située au sud de la petite Kinmen, s'étend sur 0,05 km2. Elle se trouve également au large de la province du Fujian, en Chine continentale.
Son ancien nom est Fuding yu (覆鼎嶼, fùdǐng, « îlot Fuding »). La république populaire de Chine la reconnaît sous ce nom.